# District de Sitamarhi
Le district de Sitamarhi est un district de l'état du Bihar, en Inde,

## Géographie
Au recensement de 2011, sa population compte 3 419 622 habitants.
Son chef-lieu est la ville de Sitamarhi. 